# Skeleton-Weltcup 2009/10
Der Skeleton-Weltcup 2009/10 begann am 9. November 2009 im US-amerikanischen Park City und endete am 24. Januar 2010 im österreichischen Igls. Der Höhepunkt der Saison waren die olympischen Wettkämpfe vom 18. Februar bis zum 19. Februar 2010 in Vancouver. Die Saison wurde in acht Weltcuprennen parallel zum Bob-Weltcup 2009/10 ausgetragen. Den Unterbau bildeten der Intercontinentalcup, der Europacup sowie der America’s Cup. Alle Ergebnisse flossen in das FIBT-Skeleton-Ranking 2009/10 ein.

## Einzelergebnisse der Weltcupsaison 2009/10
| 1. Weltcup in Park City, 9. November 2009 – 14. November 2009 | 1. Weltcup in Park City, 9. November 2009 – 14. November 2009 | 1. Weltcup in Park City, 9. November 2009 – 14. November 2009 | 1. Weltcup in Park City, 9. November 2009 – 14. November 2009 | 1. Weltcup in Park City, 9. November 2009 – 14. November 2009 |
| ------------------------------------------------------------- | ------------------------------------------------------------- | ------------------------------------------------------------- | ------------------------------------------------------------- | ------------------------------------------------------------- |
| Disziplin                                                     | Erster Platz                                                  | Zweiter Platz                                                 | Dritter Platz                                                 |                                                               |
| Skeleton Damen                                                | Anja Huber                                                    | Amy Gough                                                     | Mellisa Hollingsworth                                         |                                                               |
| Skeleton Herren                                               | Martins Dukurs                                                | Sandro Stielicke                                              | Kristan Bromley                                               |                                                               |

| 2. Weltcup in Lake Placid, 16. November 2009 – 22. November 2009 | 2. Weltcup in Lake Placid, 16. November 2009 – 22. November 2009 | 2. Weltcup in Lake Placid, 16. November 2009 – 22. November 2009 | 2. Weltcup in Lake Placid, 16. November 2009 – 22. November 2009 | 2. Weltcup in Lake Placid, 16. November 2009 – 22. November 2009 |
| ---------------------------------------------------------------- | ---------------------------------------------------------------- | ---------------------------------------------------------------- | ---------------------------------------------------------------- | ---------------------------------------------------------------- |
| Disziplin                                                        | Erster Platz                                                     | Zweiter Platz                                                    | Dritter Platz                                                    |                                                                  |
| Skeleton Damen                                                   | Mellisa Hollingsworth                                            | Shelley Rudman                                                   | Marion Trott                                                     |                                                                  |
| Skeleton Herren                                                  | Frank Rommel                                                     | Sandro Stielicke                                                 | Martins Dukurs                                                   |                                                                  |

| 3. Weltcup in Cesana, 30. November 2009 – 6. Dezember 2009 | 3. Weltcup in Cesana, 30. November 2009 – 6. Dezember 2009 | 3. Weltcup in Cesana, 30. November 2009 – 6. Dezember 2009 | 3. Weltcup in Cesana, 30. November 2009 – 6. Dezember 2009 | 3. Weltcup in Cesana, 30. November 2009 – 6. Dezember 2009 |
| ---------------------------------------------------------- | ---------------------------------------------------------- | ---------------------------------------------------------- | ---------------------------------------------------------- | ---------------------------------------------------------- |
| Disziplin                                                  | Erster Platz                                               | Zweiter Platz                                              | Dritter Platz                                              |                                                            |
| Skeleton Damen                                             | Shelley Rudman                                             | Marion Trott                                               | Mellisa Hollingsworth                                      |                                                            |
| Skeleton Herren                                            | Jon Montgomery                                             | Martins Dukurs                                             | Jeff Pain                                                  |                                                            |

| 4. Weltcup in Winterberg, 7. Dezember 2009 – 13. Dezember 2009 | 4. Weltcup in Winterberg, 7. Dezember 2009 – 13. Dezember 2009 | 4. Weltcup in Winterberg, 7. Dezember 2009 – 13. Dezember 2009 | 4. Weltcup in Winterberg, 7. Dezember 2009 – 13. Dezember 2009 | 4. Weltcup in Winterberg, 7. Dezember 2009 – 13. Dezember 2009 |
| -------------------------------------------------------------- | -------------------------------------------------------------- | -------------------------------------------------------------- | -------------------------------------------------------------- | -------------------------------------------------------------- |
| Disziplin                                                      | Erster Platz                                                   | Zweiter Platz                                                  | Dritter Platz                                                  |                                                                |
| Skeleton Damen                                                 | Kerstin Szymkowiak                                             | Mellisa Hollingsworth                                          | Swetlana Trunowa                                               |                                                                |
| Skeleton Herren                                                | Martins Dukurs                                                 | Frank Rommel                                                   | Alexander Tretjakow                                            |                                                                |

| 5. Weltcup in Altenberg, 14. Dezember 2009 – 20. Dezember 2009 | 5. Weltcup in Altenberg, 14. Dezember 2009 – 20. Dezember 2009 | 5. Weltcup in Altenberg, 14. Dezember 2009 – 20. Dezember 2009 | 5. Weltcup in Altenberg, 14. Dezember 2009 – 20. Dezember 2009 | 5. Weltcup in Altenberg, 14. Dezember 2009 – 20. Dezember 2009 |
| -------------------------------------------------------------- | -------------------------------------------------------------- | -------------------------------------------------------------- | -------------------------------------------------------------- | -------------------------------------------------------------- |
| Disziplin                                                      | Erster Platz                                                   | Zweiter Platz                                                  | Dritter Platz                                                  |                                                                |
| Skeleton Damen                                                 | Kerstin Szymkowiak                                             | Marion Trott                                                   | Anja Huber                                                     |                                                                |
| Skeleton Herren                                                | Mirsad Halilovic                                               | Alexander Tretjakow                                            | Frank Rommel                                                   |                                                                |

| 6. Weltcup in Königssee, 4. Januar 2010 – 10. Januar 2010 | 6. Weltcup in Königssee, 4. Januar 2010 – 10. Januar 2010 | 6. Weltcup in Königssee, 4. Januar 2010 – 10. Januar 2010 | 6. Weltcup in Königssee, 4. Januar 2010 – 10. Januar 2010 | 6. Weltcup in Königssee, 4. Januar 2010 – 10. Januar 2010 |
| --------------------------------------------------------- | --------------------------------------------------------- | --------------------------------------------------------- | --------------------------------------------------------- | --------------------------------------------------------- |
| Disziplin                                                 | Erster Platz                                              | Zweiter Platz                                             | Dritter Platz                                             |                                                           |
| Skeleton Damen                                            | Mellisa Hollingsworth                                     | Kerstin Szymkowiak                                        | Shelley Rudman                                            |                                                           |
| Skeleton Herren                                           | Martins Dukurs                                            | Sandro Stielicke                                          | Frank Rommel                                              |                                                           |

| 7. Weltcup in St. Moritz, 11. Januar 2010 – 17. Januar 2010 | 7. Weltcup in St. Moritz, 11. Januar 2010 – 17. Januar 2010 | 7. Weltcup in St. Moritz, 11. Januar 2010 – 17. Januar 2010 | 7. Weltcup in St. Moritz, 11. Januar 2010 – 17. Januar 2010 | 7. Weltcup in St. Moritz, 11. Januar 2010 – 17. Januar 2010 |
| ----------------------------------------------------------- | ----------------------------------------------------------- | ----------------------------------------------------------- | ----------------------------------------------------------- | ----------------------------------------------------------- |
| Disziplin                                                   | Erster Platz                                                | Zweiter Platz                                               | Dritter Platz                                               |                                                             |
| Skeleton Damen                                              | Shelley Rudman                                              | Mellisa Hollingsworth                                       | Kerstin Szymkowiak                                          |                                                             |
| Skeleton Herren                                             | Eric Bernotas                                               | Kristan Bromley                                             | Martins Dukurs                                              |                                                             |

| 8. Weltcup und Europameisterschaft 2010 in Igls, 18. Januar 2010 – 24. Januar 2010 | 8. Weltcup und Europameisterschaft 2010 in Igls, 18. Januar 2010 – 24. Januar 2010 | 8. Weltcup und Europameisterschaft 2010 in Igls, 18. Januar 2010 – 24. Januar 2010 | 8. Weltcup und Europameisterschaft 2010 in Igls, 18. Januar 2010 – 24. Januar 2010 | 8. Weltcup und Europameisterschaft 2010 in Igls, 18. Januar 2010 – 24. Januar 2010 |
| ---------------------------------------------------------------------------------- | ---------------------------------------------------------------------------------- | ---------------------------------------------------------------------------------- | ---------------------------------------------------------------------------------- | ---------------------------------------------------------------------------------- |
| Disziplin                                                                          | Erster Platz                                                                       | Zweiter Platz                                                                      | Dritter Platz                                                                      |                                                                                    |
| Skeleton Damen                                                                     | Anja Huber                                                                         | Kerstin Szymkowiak                                                                 | Mellisa Hollingsworth                                                              |                                                                                    |
| Skeleton Herren                                                                    | Martins Dukurs                                                                     | Frank Rommel                                                                       | Alexander Tretjakow                                                                |                                                                                    |

## Gesamtstand und erreichte Platzierungen im Skeleton der Frauen
| Rang | Pilot                 | Land                   | PCI | LAP | CES | WIN | ALT | KÖN | STM | IGL | Punkte |
| ---- | --------------------- | ---------------------- | --- | --- | --- | --- | --- | --- | --- | --- | ------ |
| 01.  | Mellisa Hollingsworth | Kanada                 | 03  | 01  | 03  | 02  | 06  | 01  | 02  | 03  | 1646   |
| 02.  | Shelley Rudman        | Vereinigtes Königreich | 04  | 02  | 01  | 04  | 07  | 03  | 01  | 04  | 1604   |
| 03.  | Kerstin Szymkowiak    | Deutschland            | 10  | 07  | 04  | 01  | 01  | 02  | 03  | 02  | 1574   |
| 04.  | Marion Trott          | Deutschland            | 11  | 03  | 02  | 06  | 02  | 04  | 07  | 06  | 1468   |
| 05.  | Amy Williams          | Vereinigtes Königreich | 06  | 04  | 10  | 10  | 04  | 12  | 04  | 10  | 1312   |
| 05.  | Noelle Pikus-Pace     | Vereinigte Staaten     | 13  | 05  | 06  | 08  | 09  | 06  | 08  | 05  | 1312   |
| 07.  | Katie Uhlaender       | Vereinigte Staaten     | 07  | 12  | 05  | 12  | 13  | 07  | 06  | 08  | 1232   |
| 08.  | Maya Pedersen         | Schweiz                | 09  | 16  | 09  | 09  | 05  | 11  | 09  | 12  | 1152   |
| 09.  | Swetlana Trunowa      | Russland               | 15  | 15  | 12  | 03  | 15  | 08  | 16  | 07  | 1064   |
| 10.  | Emma Lincoln-Smith    | Australien             | 08  | 10  | 08  | 25  | 12  | 10  | 12  | 17  | 992    |
| 11.  | Anja Huber            | Deutschland            | 01  | –   | –   | 16  | 03  | 05  | –   | 01  | 930    |
| 12.  | Tionette Stoddard     | Neuseeland             | 22  | 10  | 13  | 11  | 18  | 17  | 15  | 08  | 888    |
| 13.  | Amy Gough             | Kanada                 | 02  | 06  | 07  | 17  | 07  | 0–  | 0–  | –   | 810    |
| 14.  | Michelle Kelly        | Kanada                 | 05  | 07  | –   | 04  | 10  | 14  | –   | –   | 800    |
| 15.  | Nozomi Komuro         | Japan                  | 20  | 14  | 17  | 18  | 21  | 16  | 11  | 15  | 746    |
| 16.  | Donna Creighton       | Vereinigtes Königreich | 19  | 09  | 16  | 06  | 16  | –   | –   | 11  | 730    |
| 17.  | Eiko Nakayama         | Japan                  | 14  | 21  | 15  | 14  | 23  | 19  | 14  | 21  | 688    |
| 18.  | Rebecca Sorensen      | Vereinigte Staaten     | 18  | 13  | 20  | 13  | 19  | 20  | 19  | 20  | 672    |
| 19.  | Jelena Judina         | Russland               | –   | –   | 14  | 23  | 11  | 15  | 13  | 12  | 650    |
| 20.  | Joska Le Conté        | Niederlande            | 24  | 23  | 22  | 19  | 20  | 18  | 18  | 19  | 527    |
| 21.  | Melissa Hoar          | Australien             | –   | –   | –   | –   | 14  | 09  | 10  | 16  | 504    |
| 22.  | Barbara Hosch         | Schweiz                | 21  | 22  | 19  | 22  | 24  | 21  | 17  | 22  | 499    |
| 23.  | Desirée Bjerke        | Norwegen               | 17  | 17  | 18  | 20  | 17  | –   | –   | 18  | 492    |
| 24.  | Michelle Steele       | Australien             | 12  | 18  | 11  | 15  | –   | –   | –   | –   | 448    |
| 25.  | Carla Pavan           | Kanada                 | –   | –   | –   | –   | –   | 13  | 05  | 14  | 416    |
| 26.  | Alexa Putnam          | Amerik. Jungferninseln | 23  | 24  | 23  | 24  | 22  | 22  | 20  | –   | 370    |
| 27.  | Costanza Zanoletti    | Italien                | 25  | 19  | 21  | 21  | 25  | –   | –   | –   | 278    |
| 28.  | Olga Korobkina        | Russland               | 16  | 20  | –   | –   | –   | –   | –   | –   | 164    |
| 29.  | Teresita Bramante     | Italien                | –   | –   | –   | –   | –   | 23  | –   | –   | 50     |

## Gesamtstand und erreichte Platzierungen im Skeleton der Männer
| Rang | Pilot                 | Land                   | PCI | LAP | CES | WIN | ALT | KÖN | STM | IGL | Punkte |
| ---- | --------------------- | ---------------------- | --- | --- | --- | --- | --- | --- | --- | --- | ------ |
| 01.  | Martins Dukurs        | Lettland               | 01  | 03  | 02  | 01  | 05  | 01  | 03  | 01  | 1694   |
| 02.  | Frank Rommel          | Deutschland            | 04  | 01  | 05  | 02  | 03  | 03  | 24  | 02  | 1466   |
| 03.  | Sandro Stielicke      | Deutschland            | 02  | 02  | 05  | 08  | 12  | 02  | 07  | 07  | 1438   |
| 04.  | Tomass Dukurs         | Lettland               | 12  | 04  | 07  | 04  | 06  | 07  | 11  | 04  | 1352   |
| 05.  | Jon Montgomery        | Kanada                 | 09  | 12  | 01  | 12  | 07  | 06  | 05  | 05  | 1345   |
| 06.  | Kristan Bromley       | Vereinigtes Königreich | 03  | 09  | 16  | 06  | 13  | 04  | 02  | 08  | 1306   |
| 07.  | Mirsad Halilovic      | Deutschland            | 09  | 06  | 13  | 05  | 01  | 05  | 17  | 06  | 1305   |
| 08.  | Alexander Tretjakow   | Russland               | 11  | 07  | 15  | 03  | 02  | 12  | 09  | 03  | 1298   |
| 09.  | Eric Bernotas         | Vereinigte Staaten     | 06  | 05  | 09  | 07  | 14  | 13  | 01  | 13  | 1257   |
| 10.  | Jeff Pain             | Kanada                 | 07  | 13  | 03  | 09  | 04  | 08  | 18  | 11  | 1216   |
| 11.  | Michael Douglas       | Kanada                 | 15  | 17  | 04  | 22  | 11  | 11  | 04  | 10  | 1048   |
| 12.  | Zach Lund             | Vereinigte Staaten     | 05  | 10  | 09  | 16  | 09  | 14  | 16  | 20  | 1004   |
| 13.  | Ben Sandford          | Neuseeland             | 19  | 08  | 12  | 11  | 17  | 09  | 12  | 19  | 940    |
| 14.  | Matthias Guggenberger | Österreich             | 21  | 19  | 18  | 17  | 08  | 10  | 08  | 09  | 920    |
| 15.  | Sergei Tschudinow     | Russland               | 16  | 14  | 08  | 14  | 15  | 16  | 20  | 12  | 876    |
| 16.  | Andy Wood             | Vereinigtes Königreich | 23  | 18  | 21  | 10  | 27  | 15  | 13  | 14  | 704    |
| 17.  | Pascal Oswald         | Schweiz                | 13  | 16  | 23  | 19  | 20  | –   | 06  | 18  | 664    |
| 18.  | Kazuhiro Koshi        | Japan                  | 22  | 21  | 11  | 23  | 18  | 17  | 14  | 24  | 629    |
| 19.  | Grégory Saint-Géniès  | Frankreich             | 18  | 15  | 20  | 27  | 16  | 20  | 10  | 26  | 628    |
| 20.  | Adam Pengilly         | Vereinigtes Königreich | 24  | –   | 17  | 13  | 10  | –   | –   | 16  | 493    |
| 21.  | Markus Penz           | Österreich             | 17  | 20  | –   | 21  | –   | 19  | 15  | 17  | 484    |
| 22.  | John Daly             | Vereinigte Staaten     | 14  | 11  | 22  | 20  | –   | –   | –   | –   | 372    |
| 23.  | Anže Šetina           | Slowenien              | –   | –   | –   | 15  | 19  | 27  | 22  | 15  | 370    |
| 24.  | Iain Roberts          | Neuseeland             | 26  | 26  | –   | 25  | 21  | 18  | 21  | 25  | 356    |
| 25.  | Peter van Wees        | Niederlande            | 25  | 24  | –   | 24  | 23  | 22  | 26  | 22  | 328    |
| 26.  | Stefan Mörker         | Schweiz                | –   | –   | 14  | –   | 29  | 23  | 19  | 23  | 310    |
| 27.  | Ander Mirambell       | Spanien                | 29  | 23  | 26  | –   | 25  | 24  | 28  | 21  | 285    |
| 28.  | Masaru Inada          | Japan                  | 20  | 22  | 19  | 26  | 24  | –   | –   | –   | 279    |
| 29.  | Maurizio Oioli        | Italien                | 27  | 25  | 24  | 28  | 26  | –   | –   | –   | 181    |
| 30.  | Gregor Stähli         | Schweiz                | 08  | –   | –   | –   | –   | –   | –   | –   | 160    |
| 31.  | Patrick Shannon       | Irland                 | 28  | 27  | 27  | –   | 28  | –   | –   | 28  | 148    |
| 32.  | Shinsuke Tayama       | Japan                  | –   | –   | –   | –   | –   | 21  | 23  | 27  | 144    |
| 33.  | Kyle Tress            | Vereinigte Staaten     | –   | –   | –   | –   | –   | 25  | 25  | 29  | 104    |
| 34.  | Daniel Mächler        | Schweiz                | –   | –   | –   | 18  | –   | –   | –   | –   | 80     |
| 35.  | Alberto Polacchi      | Italien                | –   | –   | –   | –   | –   | 26  | 27  | –   | 68     |
| 36.  | Matthew Antoine       | Vereinigte Staaten     | –   | –   | –   | –   | 22  | –   | –   | –   | 56     |
| 37.  | Michael Coutts        | Neuseeland             | –   | –   | 25  | –   | –   | –   | –   | –   | 40     |